# Acidiostigma s-nigrum
Acidiostigma s-nigrum es una especie de insecto del género Acidiostigma de la familia Tephritidae del orden Diptera.

## Historia
Matsumura la describió científicamente por primera vez en el año 1916.